# Space Needle
Space Needle (din engleză Acul spațial) este un turn de observare din Seattle, statul Washington, o atracție a Nord-estului Pacific și un simbol al orașului Seattle. A fost construit în Seattle Center cu ocazia Century 21 Exposition din 1962, atrăgând 2,3 milioane din vizitatorii acelui eveniment; 20.000 de oameni pe zi foloseau ascensoarele turnului.
Fiind o vreme cea mai înaltă structură la vest de râul Mississippi, Space Needle are o înălțime de 184 m, o lățime de 42 m și o greutate de 9550 t. Construcția este rezistentă la rafale de vânt de până la 89 m/s și cutremure cu magnitudinea de până la 9,1 grade pe scara Richter. Este echipată cu 25 de paratrăsnete.
Turnul are o platformă de observare la înălțimea de 160 m și un restaurant rotativ (numit SkyCity) la 150 m. De pe vârful turnului se vede întreg orașul Seattle, cât și munții Olympic, munții Cascadelor, muntele Rainier, muntele Baker, golful Elliott cu insulele din el. Fotografiile orașului Seattle includ adeseori turnul, pe fundalul zgârie-norilor învecinați și a muntelui Rainier.
Vizitatorii pot urca în vârful turnului cu ascensorul, la viteza de 4,5 m/s. Călătoria durează 42 de secunde. În zilele cu vânt puternic, viteza este micșorată până la 2,2 m/s.

## Galerie de imagini

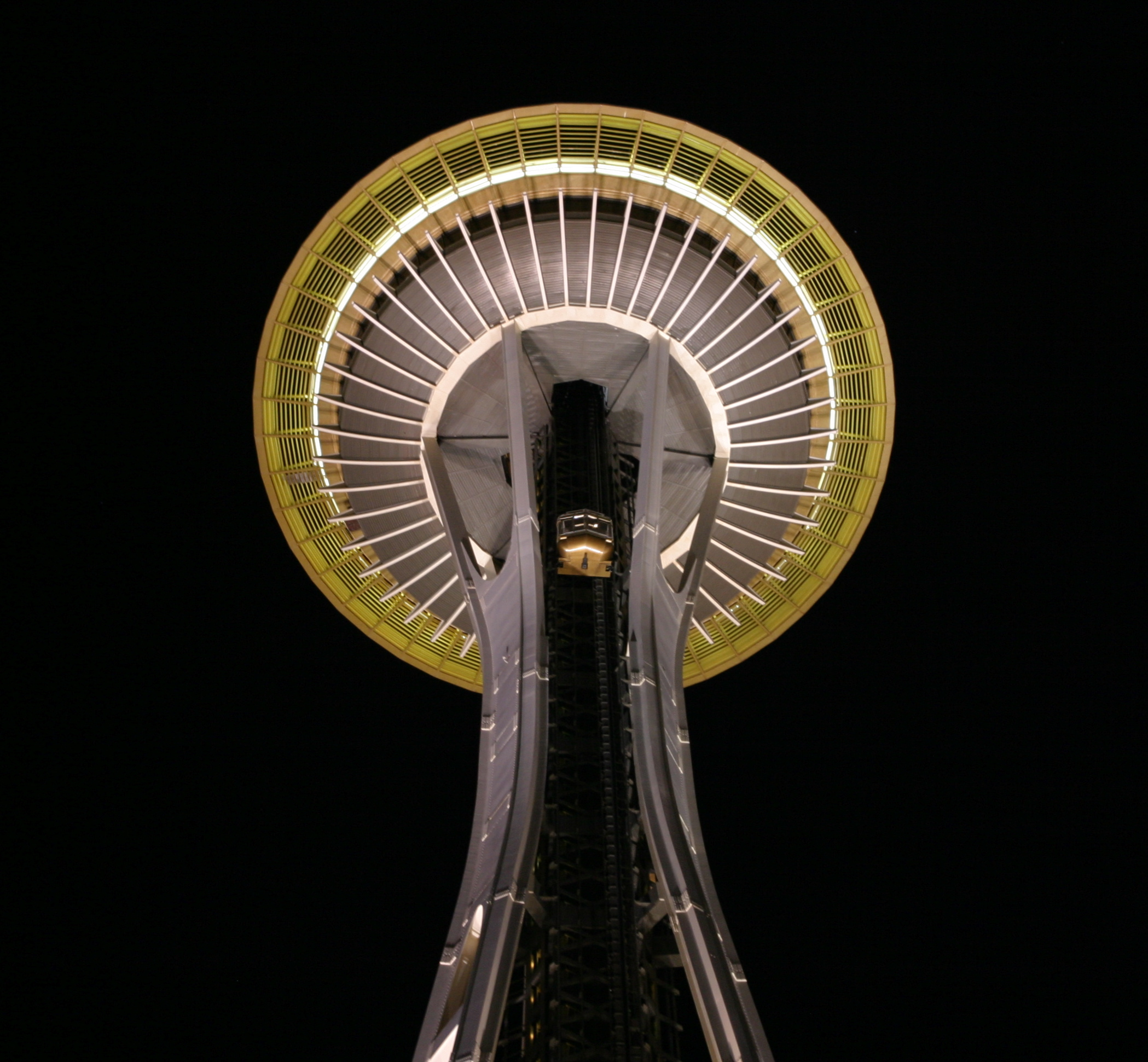
Podeaua restaurantului, văzută noaptea
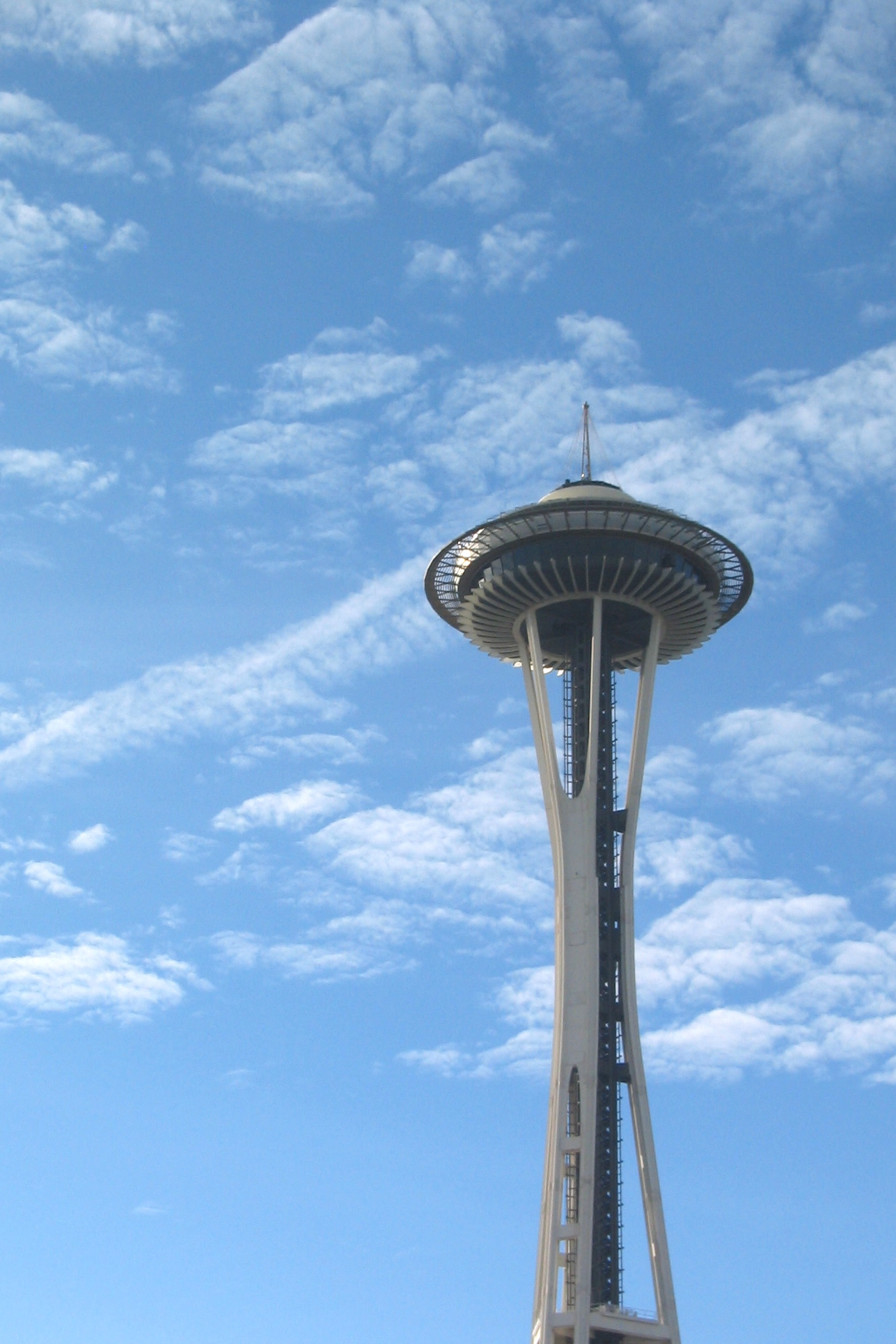
Vedere din centrul orașului
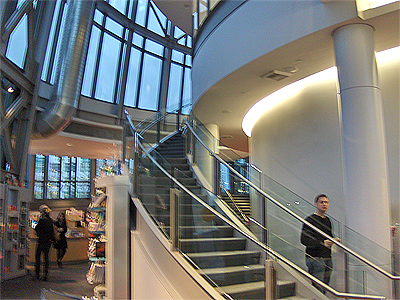
Magazinul de cadouri
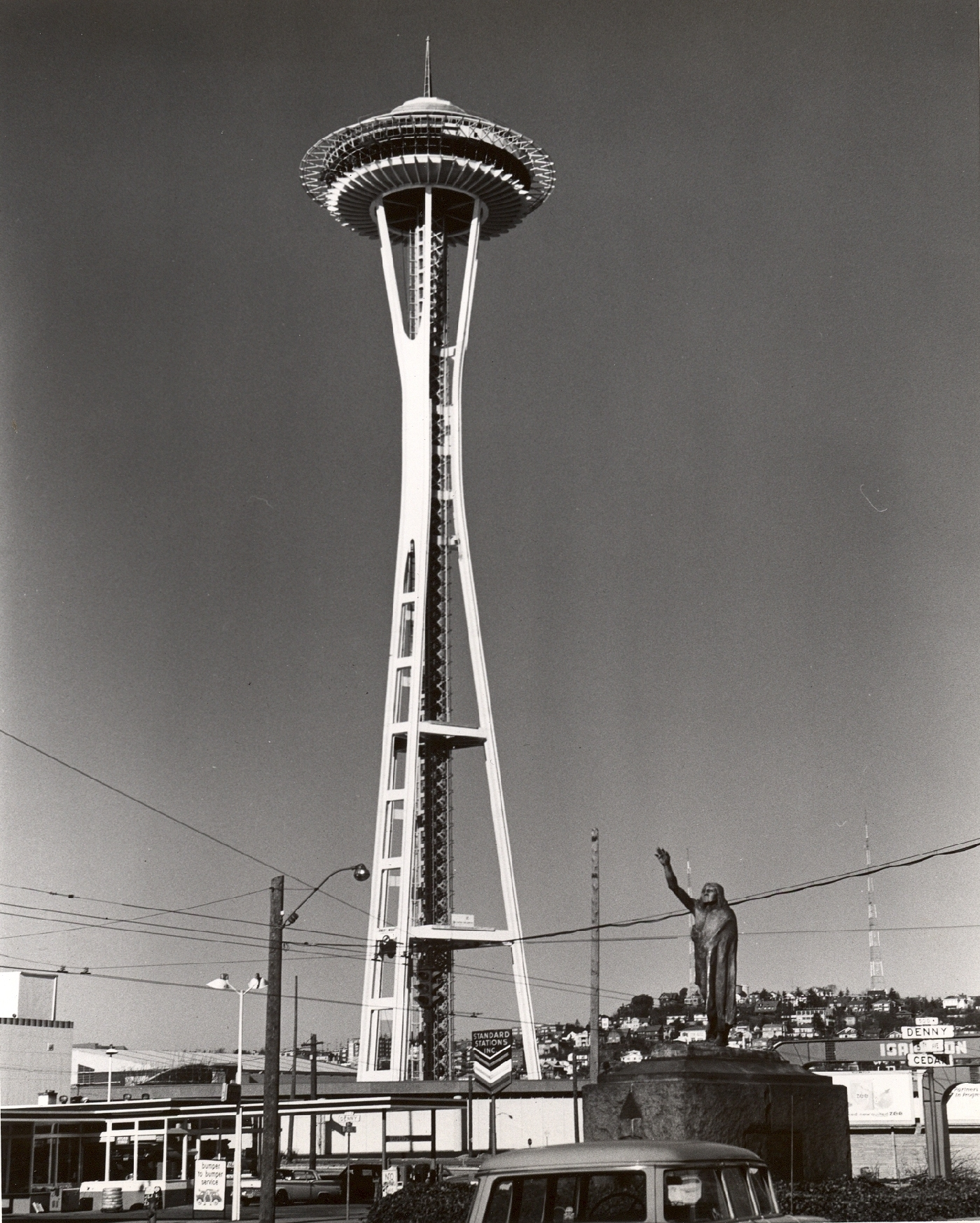
Fotografie din anii 1960
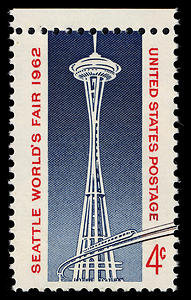
Un timbru comemorativ din 1962
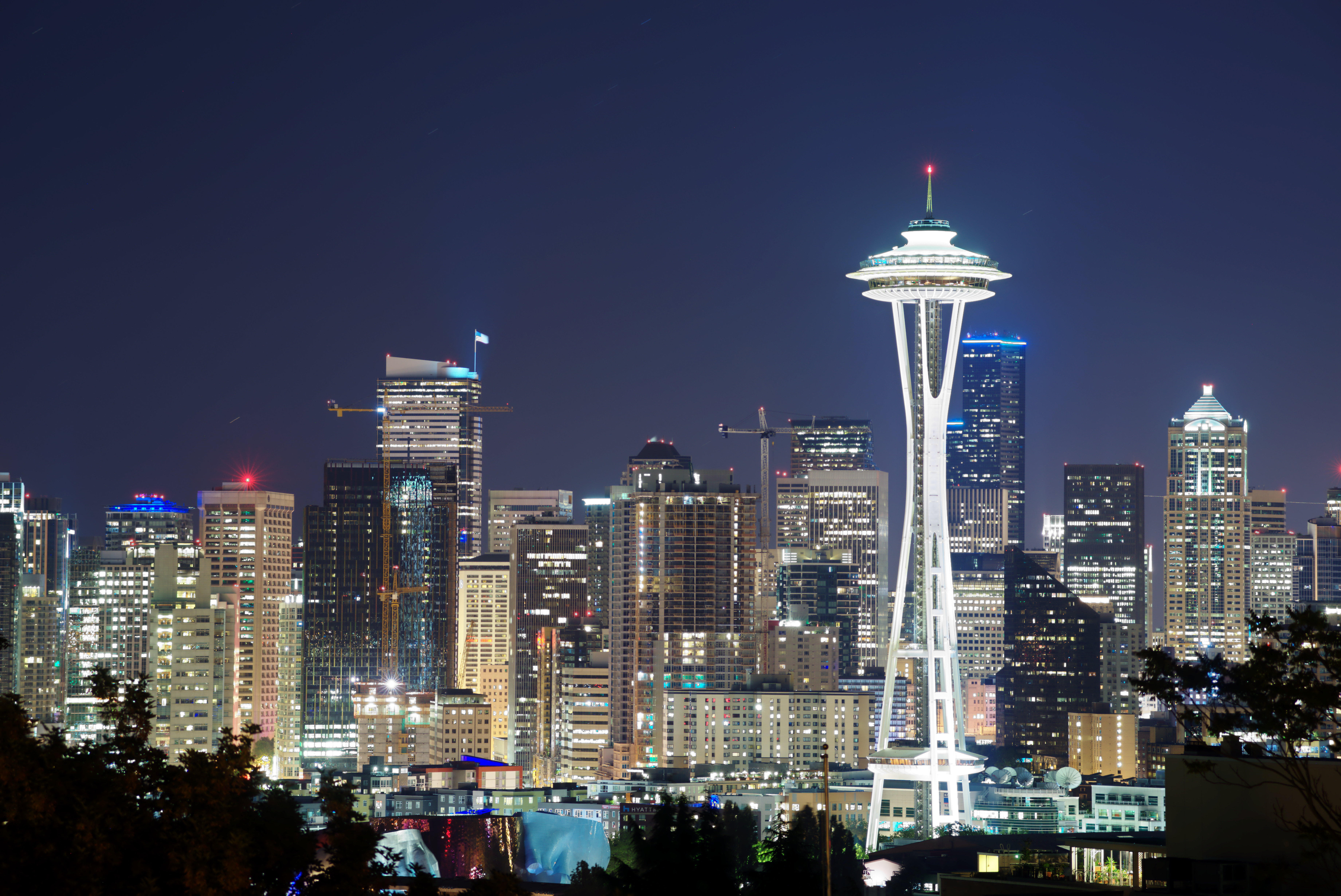
Vedere nocturnă din parcul Kerry
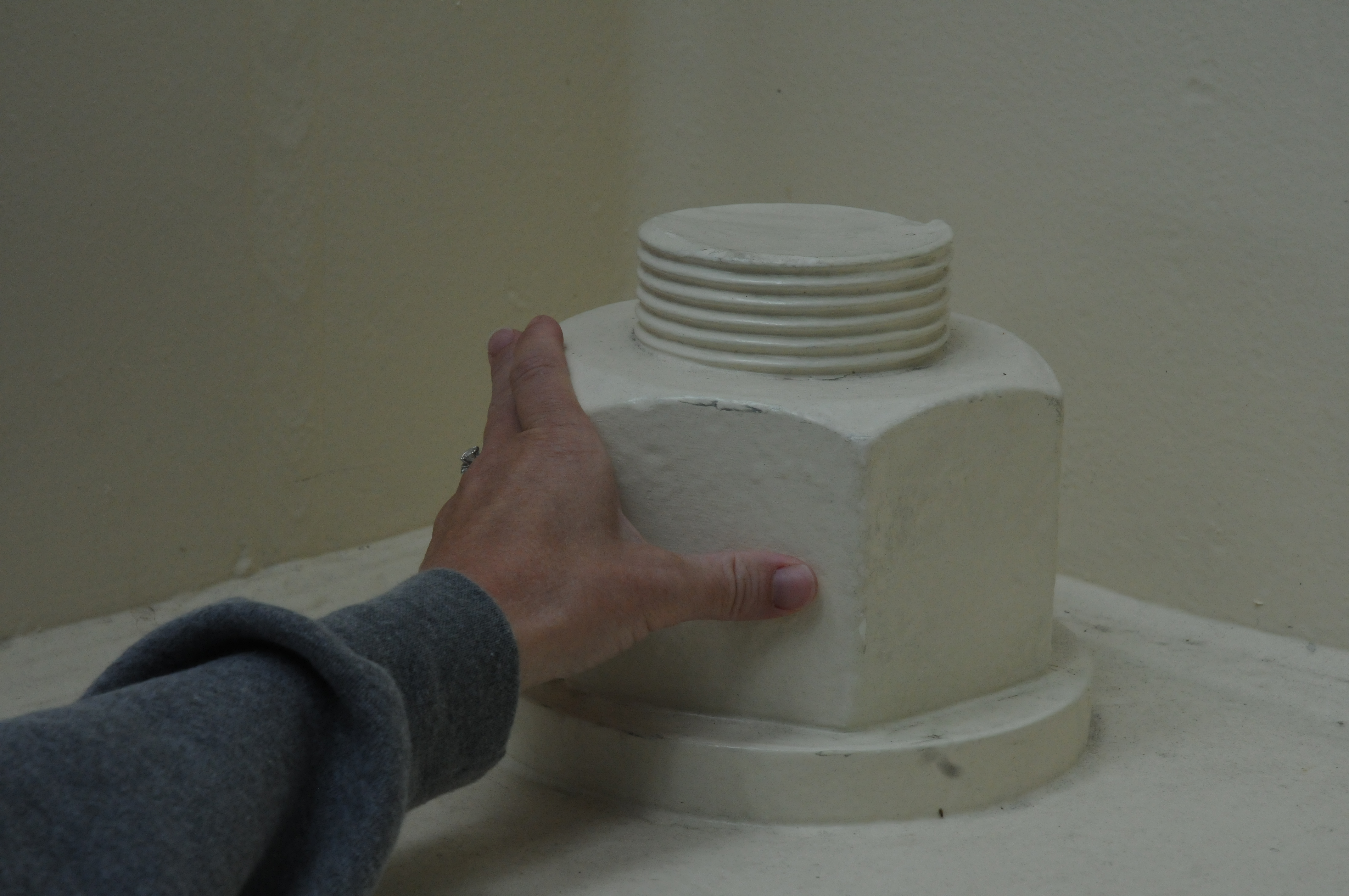
Piuliță și șurub la baza turnului
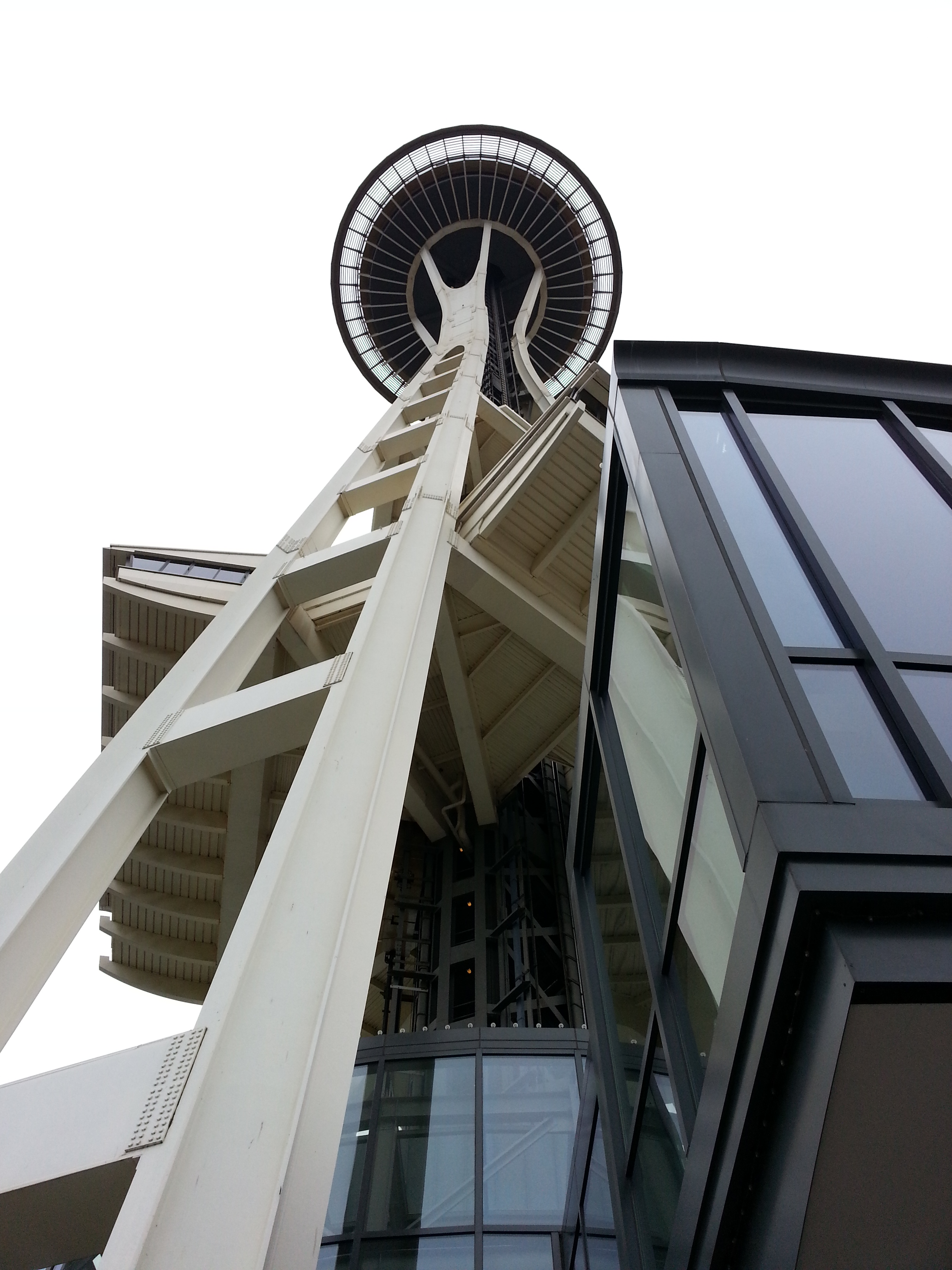
Vedere de jos
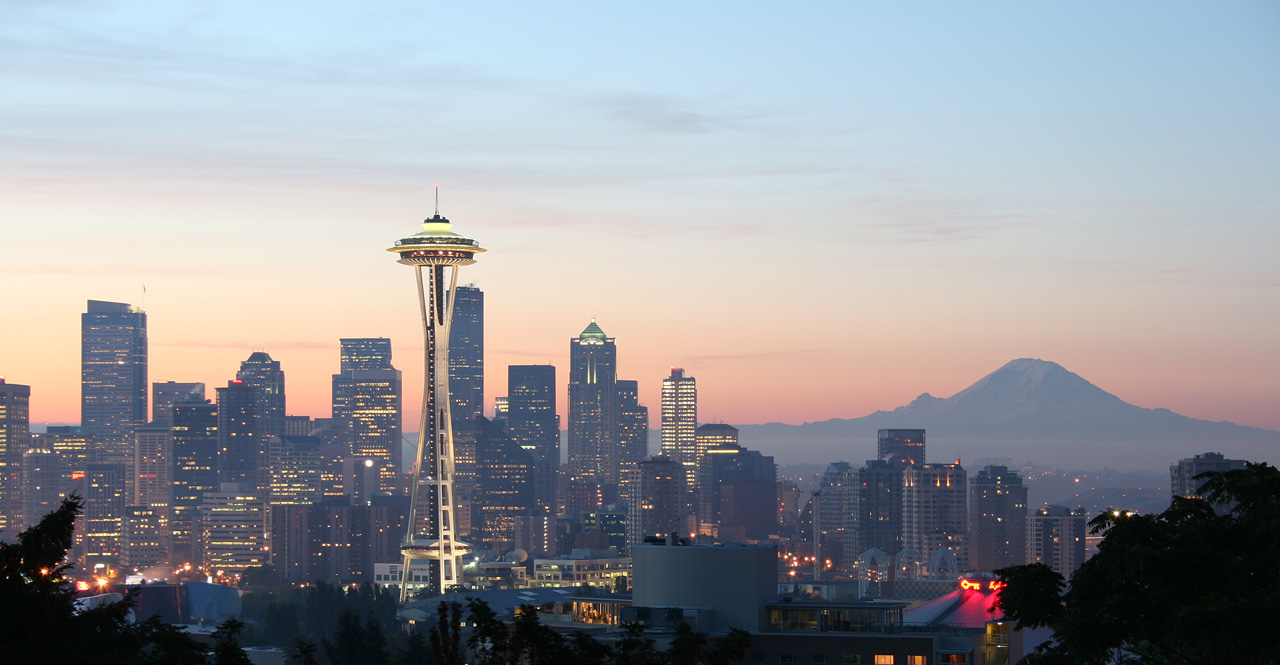
Vedere la apus
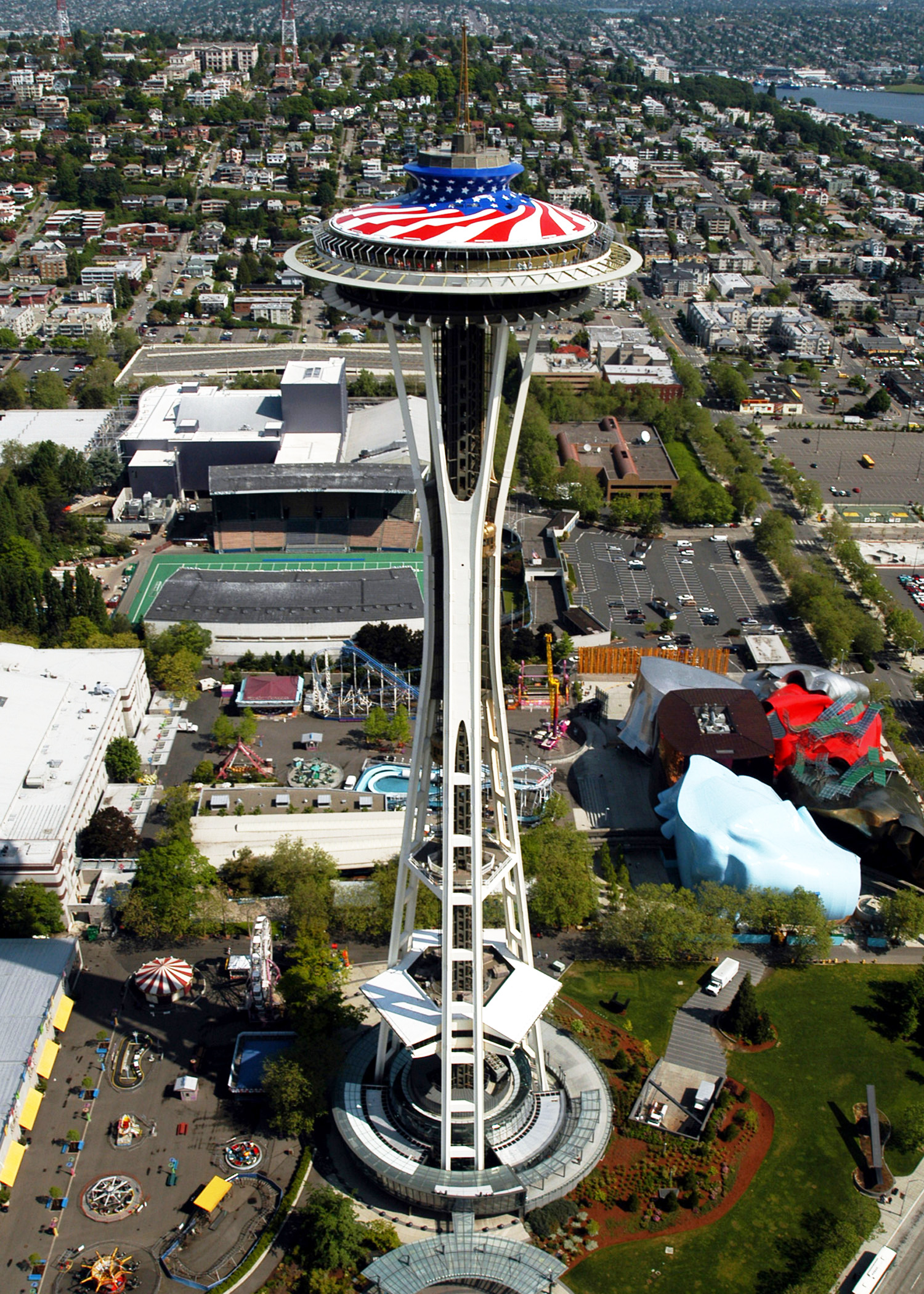
Vârful turnului, decorat cu ocazia Memorial Day
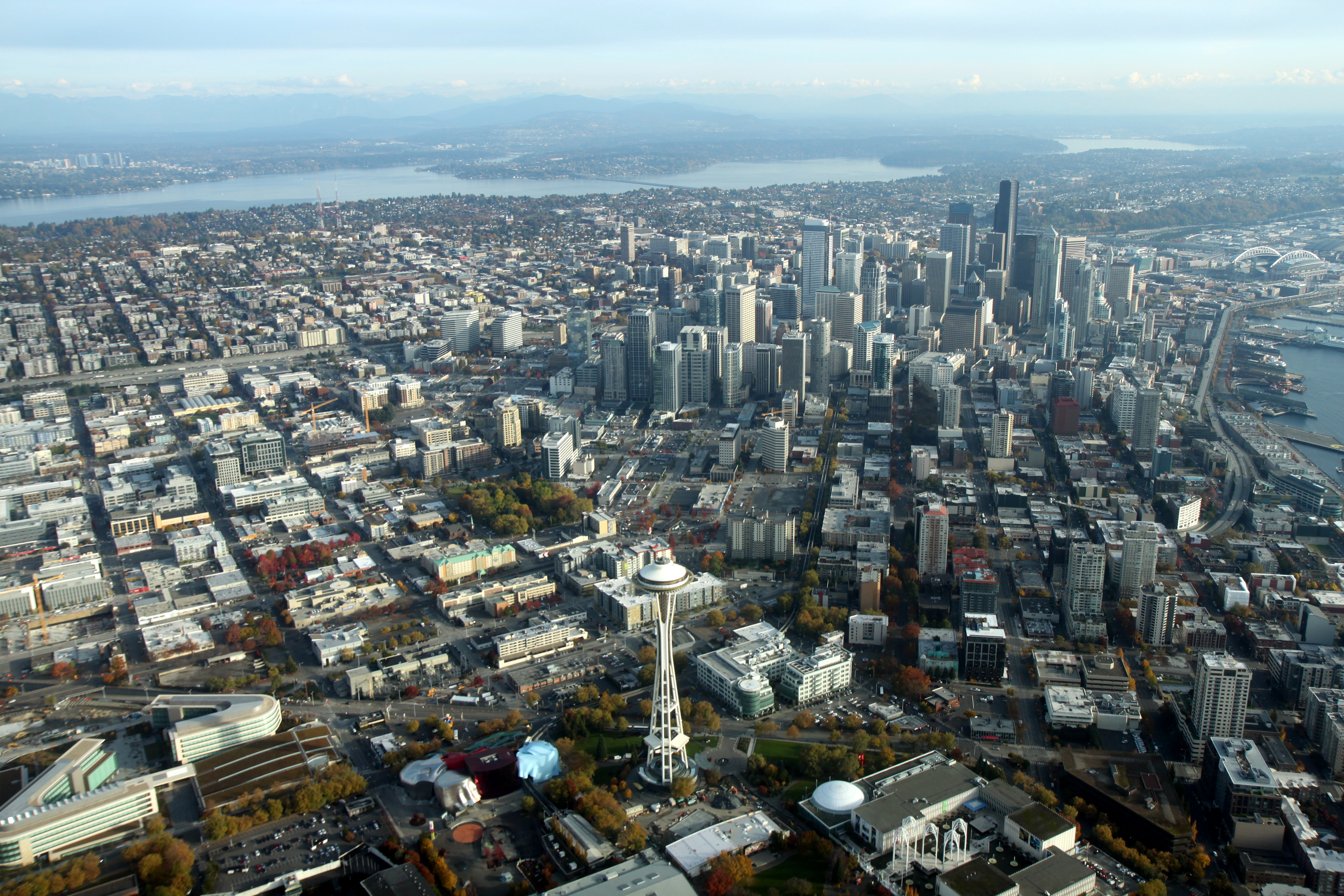
Space Needle în panorama aeriană a orașului Seattle
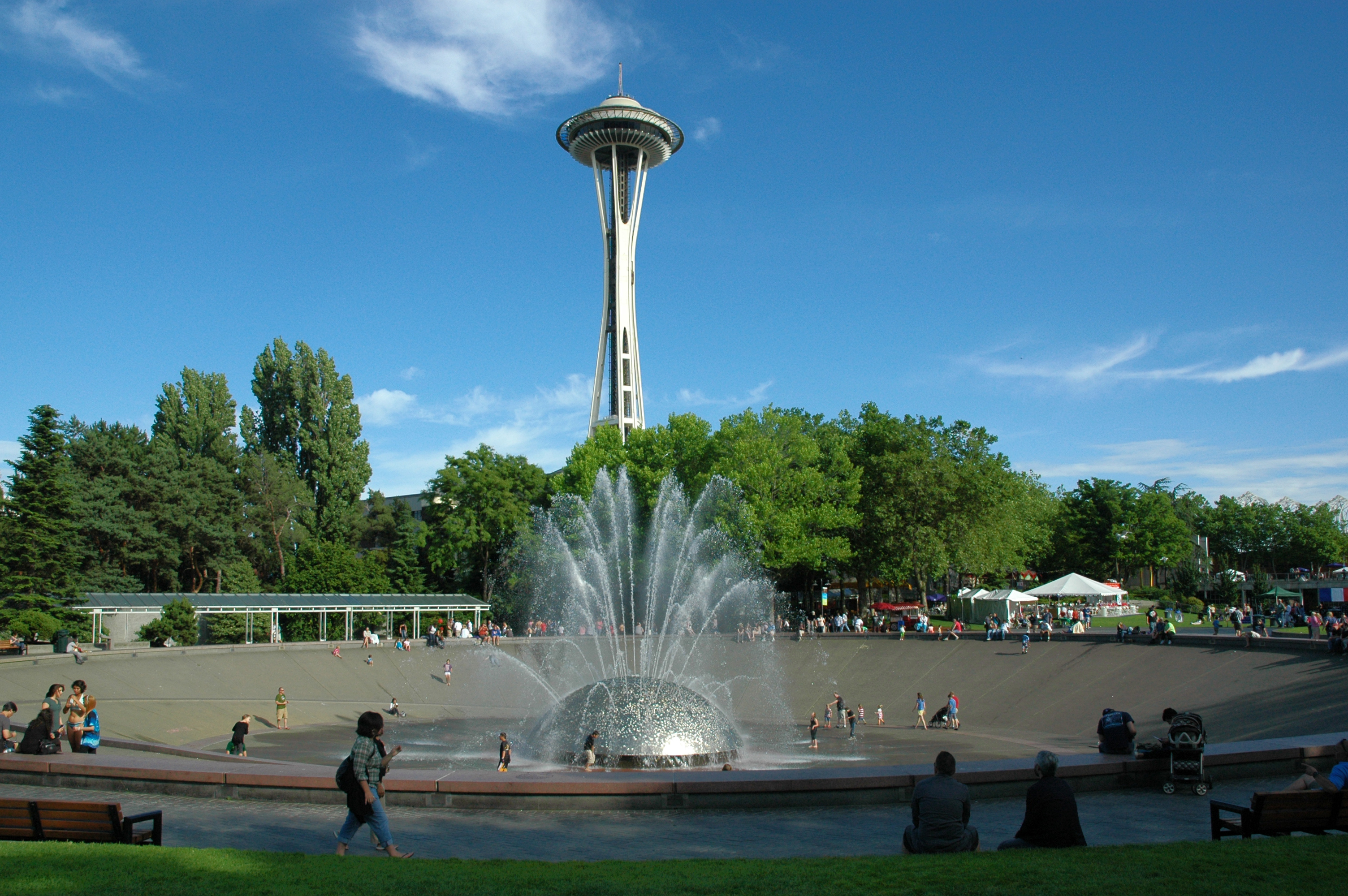
Havuzul din Seattle Center pe fondul turnului